# Β-Apo-8′-karotenian etylu
β-Apo-8'-karotenian etylu (E160f) – organiczny związek chemiczny z grupy apokarotenoidów (podgrupa karotenoidów), ester etylowy kwasu β-apo-8'-karotenowego. Naturalny lub syntetyczny, pomarańczowożółty barwnik spożywczy. Występuje w małych ilościach w niektórych gatunkach roślin, ale do celów przemysłowych wykorzystuje się często odmianę syntetyczną.
Dopuszczalne dzienne spożycie wynosi 5 mg/kg ciała.

## Zastosowanie
Głównie w przemyśle spożywczym, do barwienia takich produktów jak przetworzona żywność lub mleczne napoje fermentowane, aromatyzowane i/lub z dodatkami smakowymi.